# Cognin
Cognin är en kommun i departementet Savoie i regionen Auvergne-Rhône-Alpes i sydöstra Frankrike. Kommunen ligger i kantonen Cognin som tillhör arrondissementet Chambéry. År 2022 hade Cognin 6 729 invånare.

## Befolkningsutveckling
Antalet invånare i kommunen Cognin
| Referens: INSEE |